# Aatolana schioedtei
Aatolana schioedtei är en kräftdjursart som först beskrevs av Edward John Miers 1884.
Aatolana schioedtei ingår i släktet Aatolana och familjen Cirolanidae. Inga underarter finns listade i Catalogue of Life.